# Organisation des télécommunications ibéro-américaines

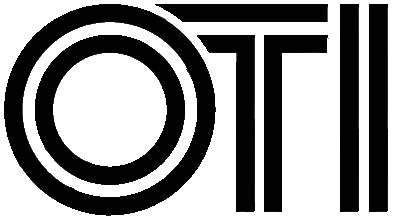
ancien logo.

L'Organisation des télécommunications ibéro-américaines, plus connue sous l'acronyme OTI (en espagnol : Organización de Telecomunicaciones Iberoamericanas, en portugais : Organização das Telecomunicações Ibero-Americanas) regroupe les sociétés des radios et des télévisions publiques des pays de langues espagnole et portugaise d'Amérique et d'Europe, ainsi que la société publique de radio et de télévision de la Guinée-Bissau comme membre associé.

## Histoire
Elle a été créée le 25 mars 1971 en tant qu'Organización de Televisión Iberoamericana  (Organisation des télévisions ibéro-américaines). Son siège se situe à Mexico, au Mexique.
En 2016, OTI est relancée en tant qu'Organización de Telecomunicaciones de Iberoamérica (Organisation des télécommunications ibéro-américaines).

## Membres

### Membres actuels (2024)[3]
| Pays       | Chaines |
| ---------- | --- |
| Argentine  | Grupo Clarín (es) |
| Bolivie    | Unitel - Red UNO |
| Brésil     | Rede Bandeirantes |
| Chili      | Mega - Canal 13 |
| Colombie   | Caracol Televisión - RCN Televisión                                                                                     |
| Costa Rica | Teletica |
| Équateur   | Teleamazonas - Canal Uno                                                                                                |
| Salvador   | TCS |
| Espagne    | Telefónica - PRISA |
| États-Unis | Univision - AT&T - CNN                                                                                                  |
| Honduras   | TVC |
| Mexique    | Televisa - TV Azteca - izzi (es) - SKY - SIPSE (es) - Multimedios Televisión (en) - Grupo Radiorama (es) - Grupo Imagen |
| Panama     | TVN - Medcom (es) |
| Pérou      | América TV - Latina |
| Porto Rico | Telemundo |
| Venezuela  | Venevisión |

### Anciens membres
| Pays                   | Chaines                                                            |
| ---------------------- | ------------------------------------------------------------------ |
| Argentine              | Televisión Pública Argentina                                       |
| Bolivie                | RTP Bolivie                                                        |
| Brésil                 | Rede Globo - SporTV                                                |
| Chili                  | Televisión Nacional de Chile                                       |
| Colombie               | RTI Producciones- Señal Colombia ( Sistema de Medios Públicos)     |
| Costa Rica             | Repretel - Cabletica                                               |
| Cuba                   | Instituto Cubano de Radio y Televisión - Cubavisión                |
| Équateur               | Gama TV - TC Televisión                                            |
| Espagne                | RTVE                                                               |
| Guatemala              | Canal 3 - Televisiete - Canal 11 - Trecevisión - Azteca Guatemala  |
| Honduras               | VTV - Canal 11                                                     |
| Nicaragua              | Canal 2 - Canal 10                                                 |
| Panama                 | RPC TV                                                             |
| Paraguay               | SNT - Telefuturo                                                   |
| Pérou                  | ATV                                                                |
| Portugal               | RTP                                                                |
| République dominicaine | Telesistema                                                        |
| Uruguay                | Monte Carlo TV - Canal 10 - Teledoce - Televisión Nacional Uruguay |
| Venezuela              | Meridiano Televisión - Radio Caracas Televisión                    |

## Pays associés
| Pays          | Chaines     |
| ------------- | ----------- |
| Guinée-Bissau | TV Públique |